# Regius Professor of History (Cambridge)

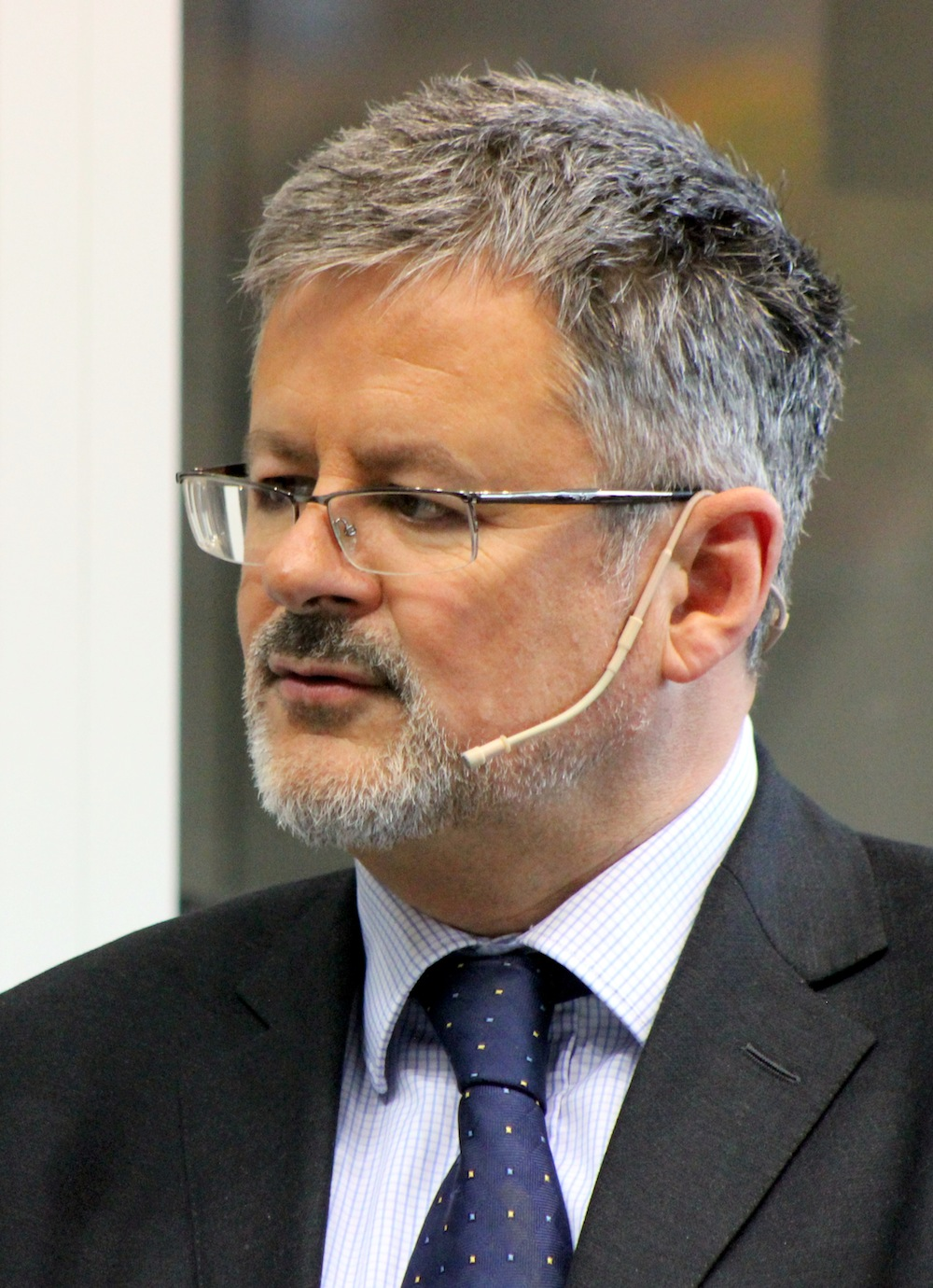
Christopher M. Clark, Regius Professor ab 2014 auf der Frankfurter Buchmesse 2013

Regius Professor of History, bis 2010 Regius Professor of Modern History, ist eine Regius Professur für Geschichtswissenschaft an der University of Cambridge. Die Professur wurde 1724 durch Georg I. von England gestiftet.
Neben der Regius Professur in Cambridge gibt es noch eine weitere, gleichzeitig von George I. gestiftete und ursprünglich ebenfalls als Modern History bezeichnete Professur in Oxford, die Regius Professur of History. Des Weiteren gibt es an der University of Oxford noch eine Professur für englische Kirchengeschichte, die Regius Professor of Ecclesiastical History und bis 1935 eine Regius Professur für schottische Kirchengeschichte in Glasgow, die seit 1935 als Professor of Ecclesiastical History weiter besetzt wird.

## Geschichte der Professur
1724 beschwerte sich Georg I. gegenüber den Vizekanzlern von Oxford und Cambridge, wie schlecht es um die Ausbildung in modernen Sprachen stehe. Grundlage war, dass moderne Sprachen nicht unterrichtet wurden und dass die Ausbildung des Personals für das Foreign Office den Bemühungen der potentiellen Amtsträger überlassen war. Die von George I. gestiftete Professur für moderne Geschichte ermöglichte es dem Regenten, die Ausbildung des diplomatischen Dienstes im eigenen Land unter kontrollierteren Bedingungen durchführen zu lassen. Der Regius Professor musste daher sicherstellen, dass die Studenten in vier aktuellen europäischen Sprachen ausgebildet wurden. Diese Anforderung wurde 1861 fallengelassen.
Wie bei allen Regius Professuren erfolgte die Bestallung durch die Krone auf Empfehlung durch den Premierminister des Vereinigten Königreichs. Hierzu setzt sich traditionell der Patronage Secretary (Secretary to the Treasury) mit der Universitätsleitung in Cambridge in Verbindung und legte dem Premierminister zwei Namen als Vorschläge vor, von denen einer dem Monarchen vorgeschlagen wurde. Diese Praxis wurde 2008 durch Premierminister Gordon Brown beendet. Seither werden Regius Professuren wie alle anderen Professuren durch Ausschreibung und Bewerbung besetzt. Wurde ein Kandidat gewählt und hat den Posten schon vertraglich bestätigt, wird sein Name durch den Vizekanzler der Universität an den Premierminister übermittelt, der die Person dann dem amtierenden Monarchen vorschlägt.
Einige Inhaber der Professur waren Spezialisten für mittelalterliche Geschichte und beriefen sich auf die spätere Trennung zwischen Antike und Moderne. 2010 gestattete Königin Elisabeth II. die Entfernung des Zusatzes „modern“.

## Regius Professors of Modern History
| Name                                              | Daten                                   | von  | bis  | Anmerkung |
| ------------------------------------------------- | --------------------------------------- | ---- | ---- | --- |
| Samuel Harris                                     |                                         | 1724 |      | |
| Shallet Turner                                    | F.R.S., LL.D                            | 1735 |      | |
| Lawrence Brockett                                 |                                         | 1762 |      | |
| Thomas Gray                                       |                                         | 1768 |      | |
| John Symonds                                      |                                         | 1771 |      | |
| William Smyth                                     | Esq.                                    | 1807 |      | Smyth war der Sohn eines Liverpooler Bankers. Nachdem dieser sein Vermögen durch den Untergang der Bank verlor, musste sich Smyth selbst um seinen Lebensunterhalt kümmern. Durch Verbindungen wurde er Privatlehrer und als sein Schüler ins Militär ging und er damit seinen Lebensunterhalt verlor, verschaffte ihm die Protektion gleichzeitig eine Tutorenstelle im Peterhouse in Cambridge. Sein angenehmer Umgang und seine sozialen Fähigkeiten machten ihn zu einem beliebten Lehrer, der 1807 zum Regius Professor ernannt wurde. |
| James Stephen                                     | K.C.B.                                  | 1849 | 1859 | |
| Charles Kingsley                                  |                                         | 1860 |      | |
| John Robert Seeley                                | Esq., M. A., KCMG                       | 1869 |      | |
| John Emerich Edward Dalberg-Acton, 1. Baron Acton | KCVO                                    | 1895 |      | |
| John Bagnell Bury                                 |                                         | 1902 |      | |
| George Macaulay Trevelyan                         | OM CBE                                  | 1927 |      | |
| George Norman Clark                               | Esq., M.A.                              | 1943 |      | |
| James Ramsay Montagu Butler                       | Esq., M.V.O., O.B.E., M.A.              | 1947 |      | |
| David Knowles                                     | M.A., Litt.D., F.B.A., F.S.A., OSB      | 1954 |      | |
| Herbert Butterfield                               | Esq., M.A.                              | 1963 |      | |
| William Owen Chadwick                             | OM, KBE, M.A., D.D., F.B.A., FRSE       | 1968 |      | |
| Geoffrey Rudolph Elton                            | Litt. D., Ph.D., FBA                    | 1983 |      | |
| Patrick Collinson                                 | CBE                                     | 1988 |      | |
| Quentin Skinner                                   | M.A. Hon., Litt.D., F.B.A., F.R.Hist.S. | 1996 |      | |
| Richard J. Evans                                  |                                         | 2008 |      | |

## Regius Professors of History
| Name              | Daten | von  | bis   | Anmerkung |
| ----------------- | ----- | ---- | ----- | --------- |
| Richard J. Evans  |       | 2010 | 2014  |           |
| Christopher Clark |       | 2014 | heute |           |